# Pentacarbonyle d'osmium
Le pentacarbonyle d'osmium est un composé chimique de formule Os(CO)5. Il s'agit d'un liquide volatil incolore à jaune qui peut être obtenu en traitant du dodécacarbonyle de triosmium Os3(CO)12 sous 200 atm de monoxyde de carbone CO à une température de 280 à 290 °C ; par comparaison, le Ru3(CO)12 solide donne du Ru(CO)5 également sous 200 atm de CO mais à une température plus modérée de 160 °C.
Os(CO)5 redonne Os3(CO)12 par chauffage à 80 °C tandis que la conversion analogue de Ru(CO)5 en Ru3(CO)12 se déroule à température ambiante. La chloration du pentacarbonyle donne un complexe cationique : 
Os(CO)5 + Cl2 ⟶ [Os(CO)5Cl]+Cl−.
Sous rayonnement ultraviolet, les solutions d'Os(CO)5 dans l'hexane réagissent avec l'éthylène C2H4 pour donner des dérivés mono-, di- et tri-substitués :
Os(CO)5 + n C2H4 ⟶ Os(CO)5−n (C2H4)n + n CO (n = 1, 2, 3).